# Гельмут Бах
Гельмут Бах (нім. Helmut Bach; 5 грудня 1906 — ?) — німецький офіцер-підводник, капітан-лейтенант резерву крігсмаріне.

## Біографія
У вересні 1939 року вступив на флот. З лютого 1940 по 8 травня 1941 року служив на допоміжному крейсері «Пінгвін». З червня 1941 року — командир корабля 16-ї флотилії форпостенботів. В березні-жовтні 1943 року пройшов курс підводника. З 3 лютого по 7 серпня 1944 року — командир підводного човна U-681. З серпня 1944 по 8 травня 1945 року — навчальний офіцер в штабі командувача підводним флотом.

## Звання
- Лейтенант-цур-зее резерву (1 квітня 1940)
- Оберлейтенант-цур-зее резерву (1 червня 1942)
- Капітан-лейтенант резерву (1 квітня 1945)

## Нагороди
- Залізний хрест
  - 2-го класу (24 листопада 1940)
  - 1-го класу (19 березня 1941)
- Нагрудний знак допоміжного крейсера (21 листопада 1941)
- Нагрудний знак мінних тральщиків (22 листопада 1941)
- Нагрудний знак блокадопроривача (16 лютого 1942)